# 布里森 (奥得-施普雷县)
布里森（德語：Briesen）是德国勃兰登堡州的市镇，隶属于奥得-施普雷县，总面积为111.16平方千米，截至2020年总人口为2827人。